# Szürkésfehér likacsosgomba
A szürkésfehér likacsosgomba (Postia tephroleuca) a Fomitopsidaceae családba tartozó, Európában és Észak-Amerikában honos, lombos fák elhalt törzsén  élő, nem ehető gombafaj. 

## Megjelenése
A szürkésfehér likacsosgomba termőteste 3-10 (15) cm széles; vaskos, vánkosszerű, konzolos, kagyló alakú. Az egymás melletti termőtestek összenőhetnek. Színe fehéres, szürkésfehér vagy szaruszürke, idősen vagy megszáradva megsárgul. Felülete sima és csupasz, néha egyenetlen.
Húsa fehéres, puha, lédús. Szaga édeskés, némileg lúgos, kellemetlen; íze enyhe. 
Lefutó termőrétege csöves, a pórusok igen szűkek (2-5 db/mm). Színe fehéres, nyomásra, sérülésre nem színeződik el.
Spórapora fehér. Spórája hengeres, görbült, felszíne sima, nincs csírapórusa, inamiloid, mérete 4-5 x 1-1,5 µm.

### Hasonló fajok
A keserű likacsosgomba vagy az ánizstapló hasonlít hozzá. 

## Elterjedése és termőhelye
Európában és Észak-Amerikában honos. Magyarországon ritka.
Elhalt lombos fák (főleg bükk és nyír) törzsén, ágain él, azok anyagában barnakorhadást okoz. Nyár végén, ősszel fejleszt termőtestet. 

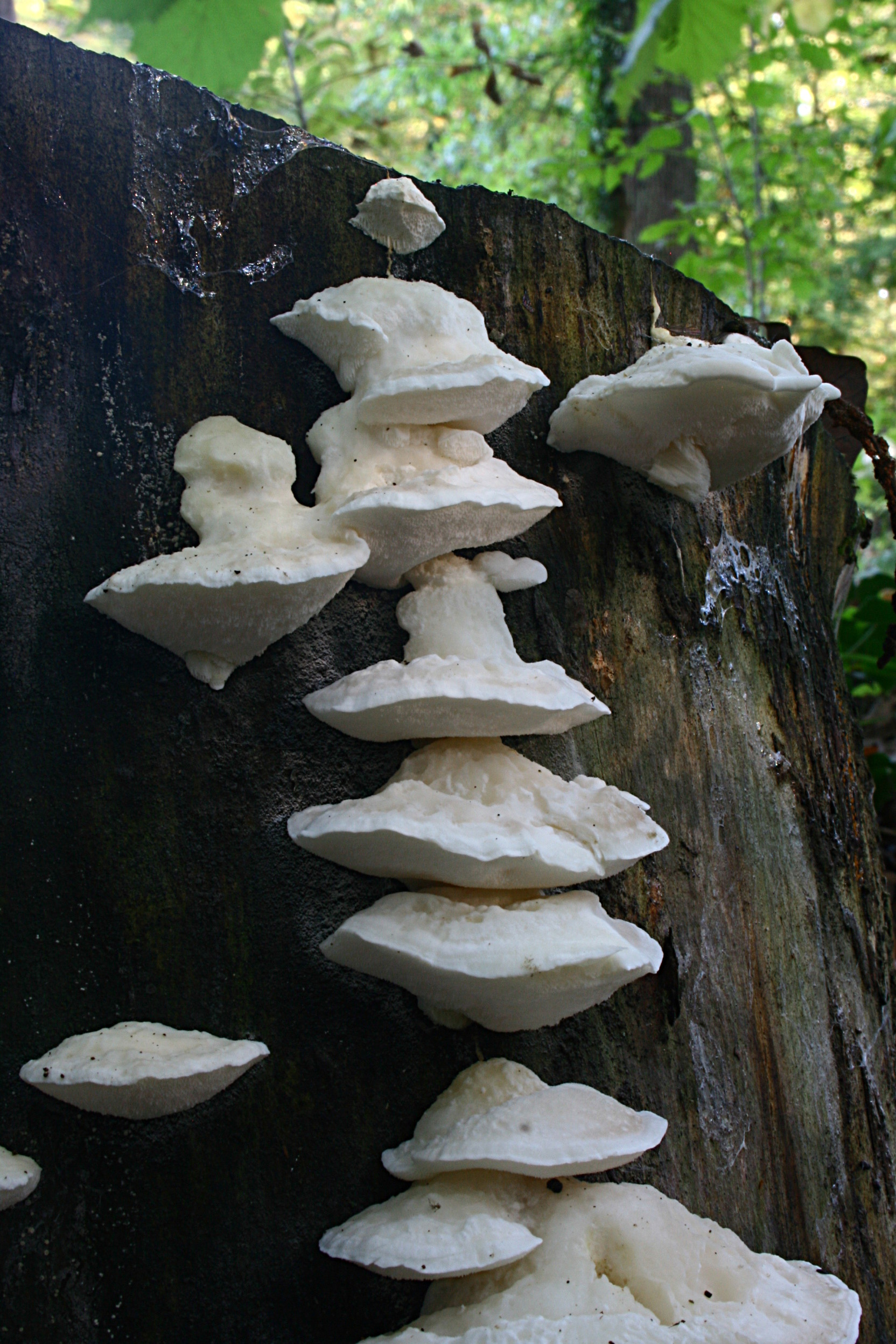
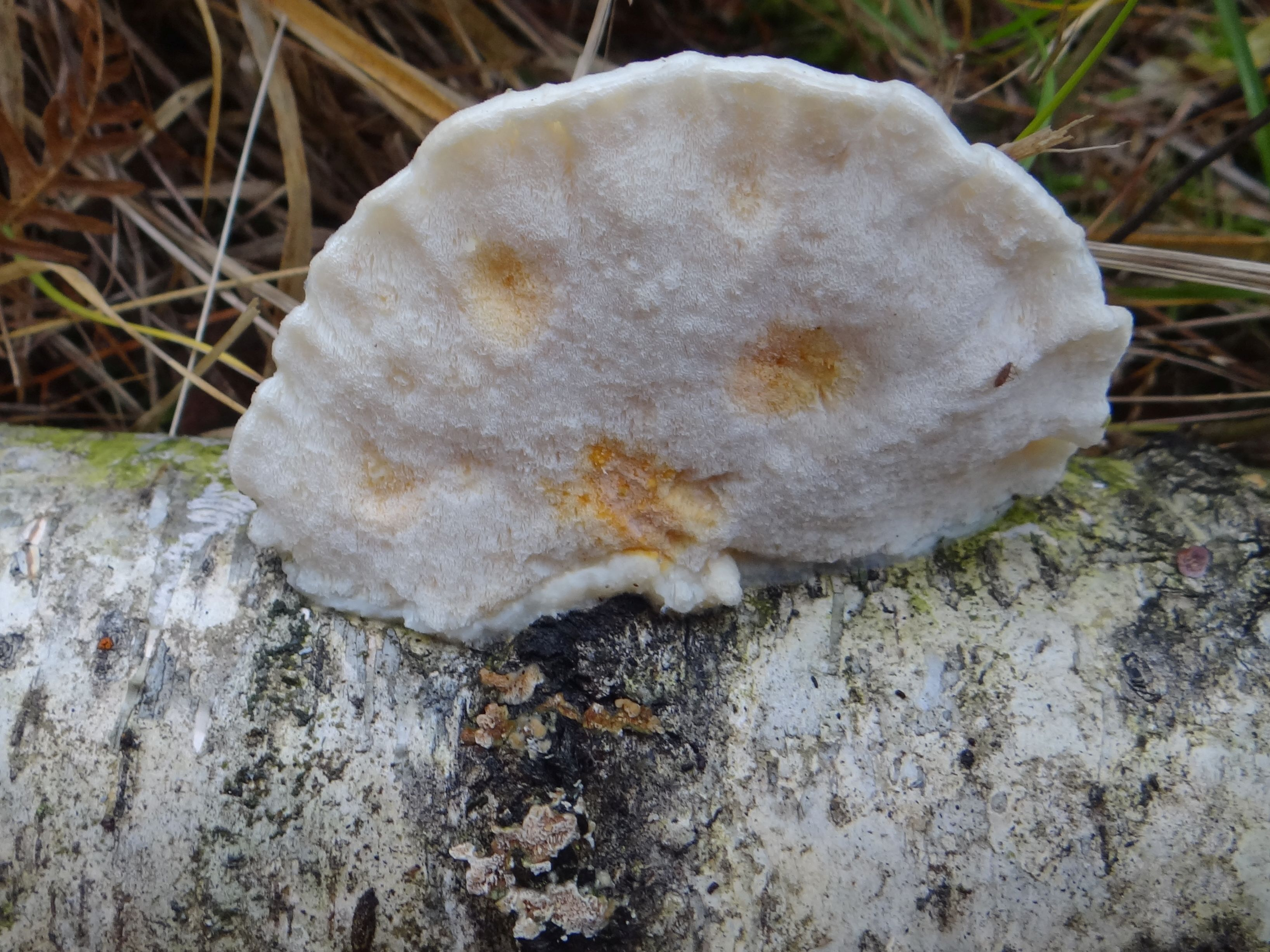
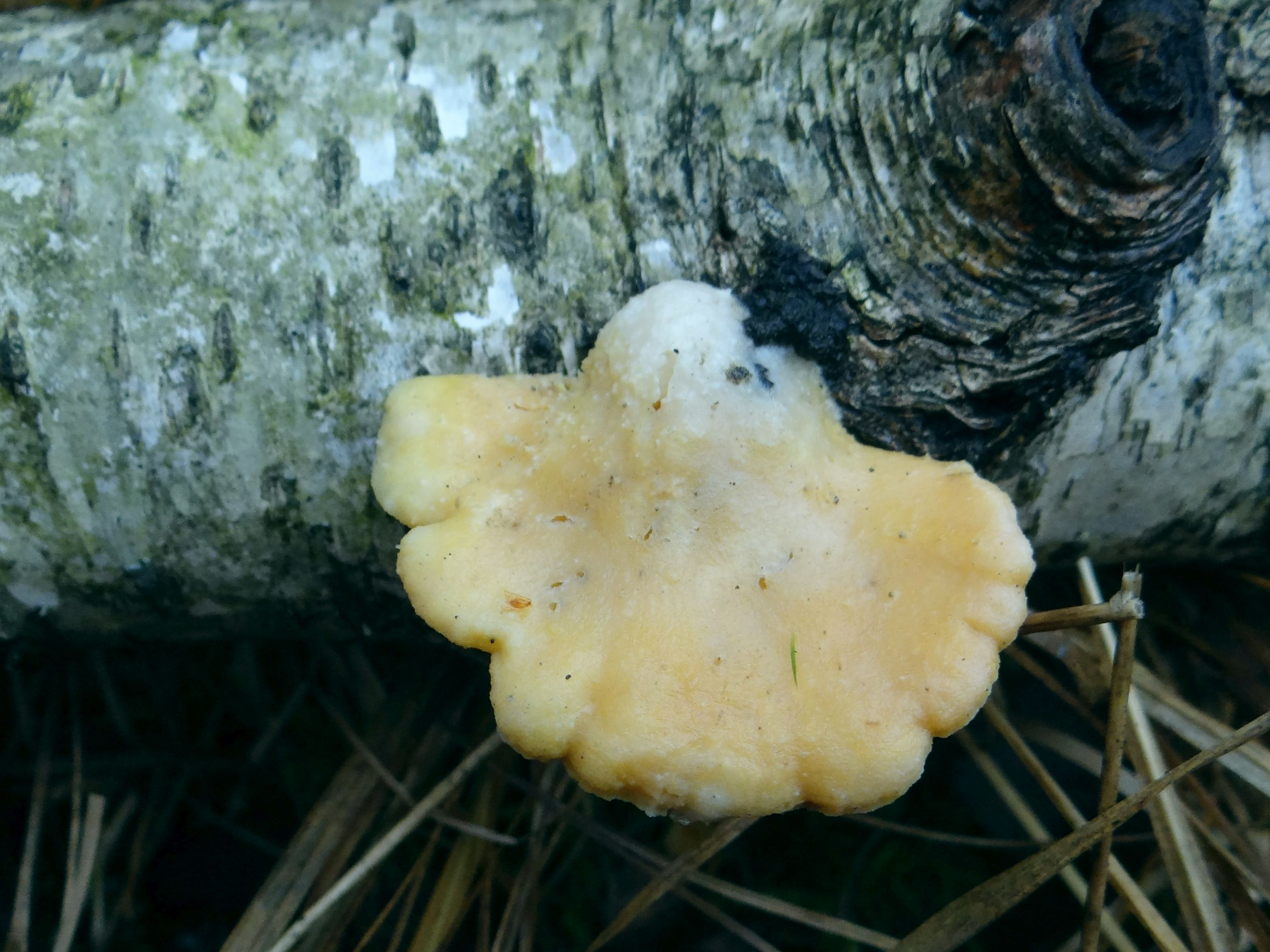
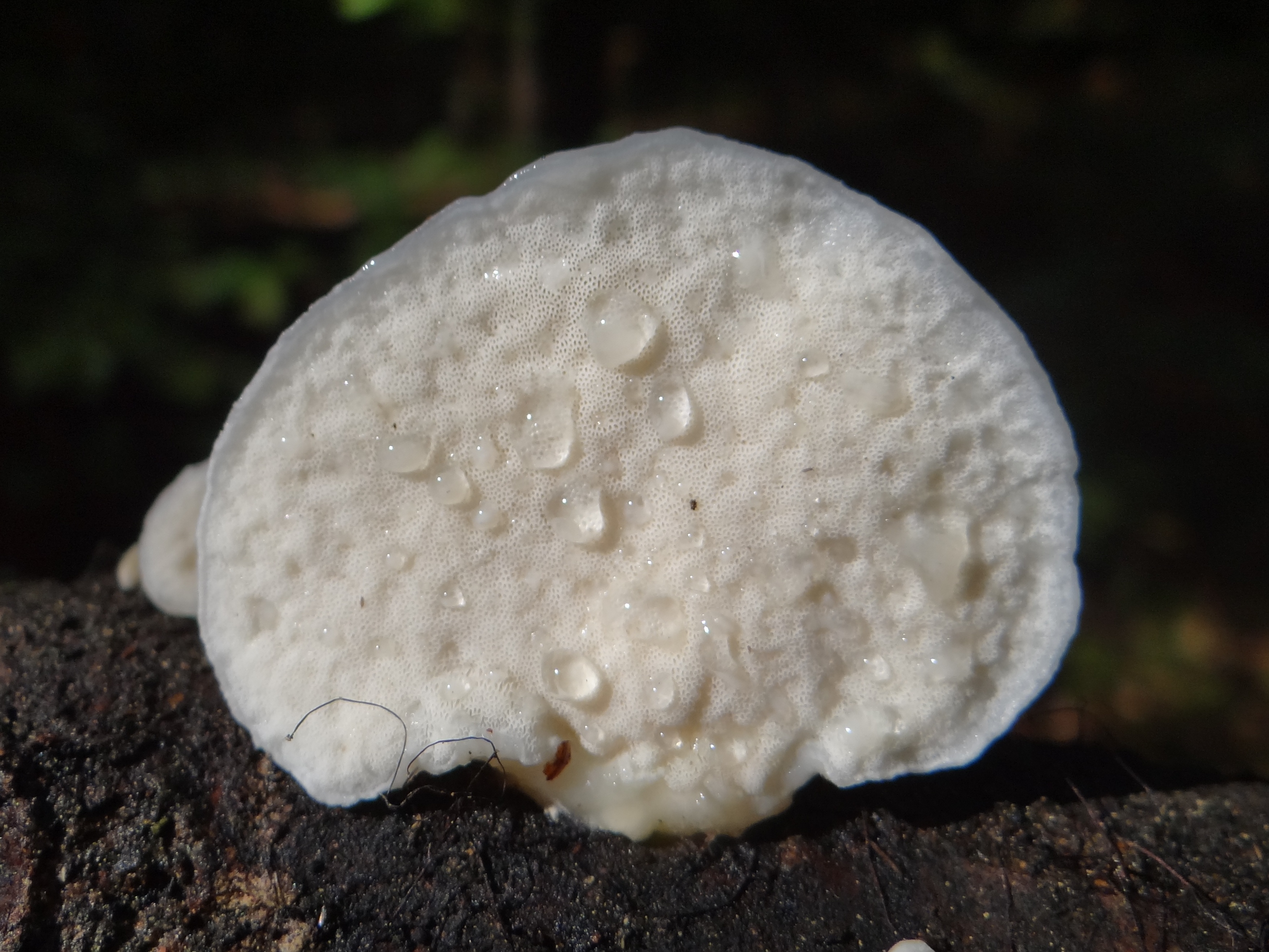
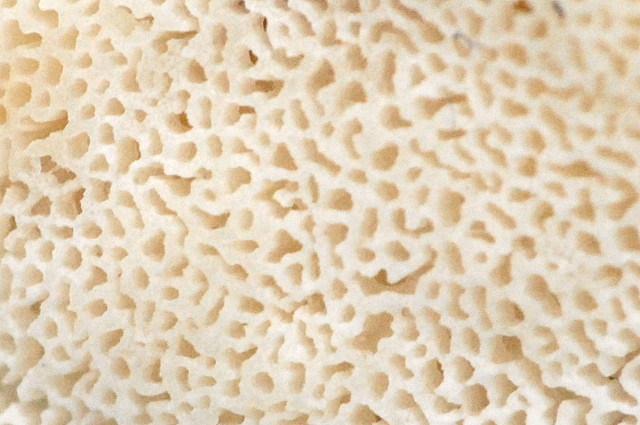

Nem ehető. 